# Frank Nikulka
Frank Nikulka (* 1962) ist ein deutscher Prähistoriker und Hochschullehrer. Seit 2010 ist er Universitätsprofessor an der Universität Hamburg und leitet das Institut für Vor- und Frühgeschichtliche Archäologie.

## Leben
Nach dem Abitur 1981 war Frank Nikula von 1981 bis 1983 Soldat auf Zeit der Bundeswehr. Von 1983 bis 1989 studierte er an der Universität Hamburg und belegte das Hauptfach Vor- und Frühgeschichte und als Nebenfächer Bodenkunde und Völkerkunde. Zur Erlangung des Magistergrades im Jahr 1989 Hamburg legte er die Arbeit „Frühe Eisenerzverhüttung und ihr experimenteller Nachvollzug: Eine Analyse bisheriger Versuche“ vor.

## Wissenschaftliche Tätigkeit
Von 1989 bis 1991 war er Ausgrabungsleiter der bronzezeitlichen Siedlung Hitzacker-See in Niedersachsen. 1991 begann er die Materialaufnahme zum Promotionsvorhaben beim Hallstattzeitlichen Gräberfeld Riedenburg-Untereggersberg in Niederbayern. Von 1992 bis 1993 war er Wissenschaftlicher Redakteur der Schriftenreihe „Archäologie am Main-Donau-Kanal“. Das Promotionsstudium (1992–1995) an den Universitäten Erlangen-Nürnberg und Tübingen schloss er 1995 mit der Promotion (summa cum laude) in Tübingen über „Das hallstatt- und frühlatènezeitliche Gräberfeld von Riedenburg-Untereggersberg, Lkr. Kelheim, Niederbayern“ ab. Von 1996 bis 2002 war er wissenschaftlicher Assistent (C1) am Seminar für Ur- und Frühgeschichte der Universität Münster. Nach der Habilitation 2003 in Münster (Thema der Habilitation: „Archäologische Demographie: Evaluation der internationalen Forschung und Analyse der Bevölkerungsverhältnisse der europäischen Bronze- und Eisenzeit“) erhielt er die Venia legendi für Ur- und Frühgeschichte. Von 2002 bis 2010 war er Dezernent am Landesamt für Kultur und Denkmalpflege Mecklenburg-Vorpommern (Mitglied im Verband der Landesarchäologen). Er war Privatdozent und Lehrbeauftragter an den Universitäten Münster, Hamburg und Greifswald. 2010 wurde er zum Universitätsprofessor (W2) an der Universität Hamburg berufen.
Seine Schwerpunkte sind Bronze- und Eisenzeit, Slawenzeit, Metallurgie als Wirtschaftsfaktor und gesellschaftliche Determinante, Ursachen der Variabilität metallzeitlichen Bestattungswesens, keltisch-germanische Kulturkontakte sowie kulturelle Diversität im 1. Jahrtausend vor Christus.

## Publikationen (Auswahl)
- Archäologische Demographie. Methoden, Daten und Bevölkerung der europäischen Bronze- und Eisenzeiten. Publikation der Vor- und Frühgeschichtlichen Archäologie der Universität Hamburg, Sidestone Press, Leiden 2016, ISBN 978-90-8890-395-3  ( auf kulturwissenschaften.uni-hamburg.de)